# 北星神社
北星神社（ほくせいじんじゃ）は、千葉県我孫子市の神社。

## 歴史
創建年代は不明である。ただ根戸城の城主相馬氏によって創建されたといわれており、中世頃に妙見菩薩を勧請したものと推測される。根戸城廃城後も地元住民の鎮守として祀られてきた。近くの東陽寺が別当寺であった。
明治初期、妙見菩薩から天御中主命に祭神を変更し、これまで「妙見社」と称していたのを「北星社」に変更した。そして近代社格制度に基づく「村社」に列せられた。1908年（明治41年）の神社合祀により、周辺の7社が合祀された。その後に1社も合祀された。

## 交通アクセス
- 北柏駅より徒歩12分。